# Blokkanaal

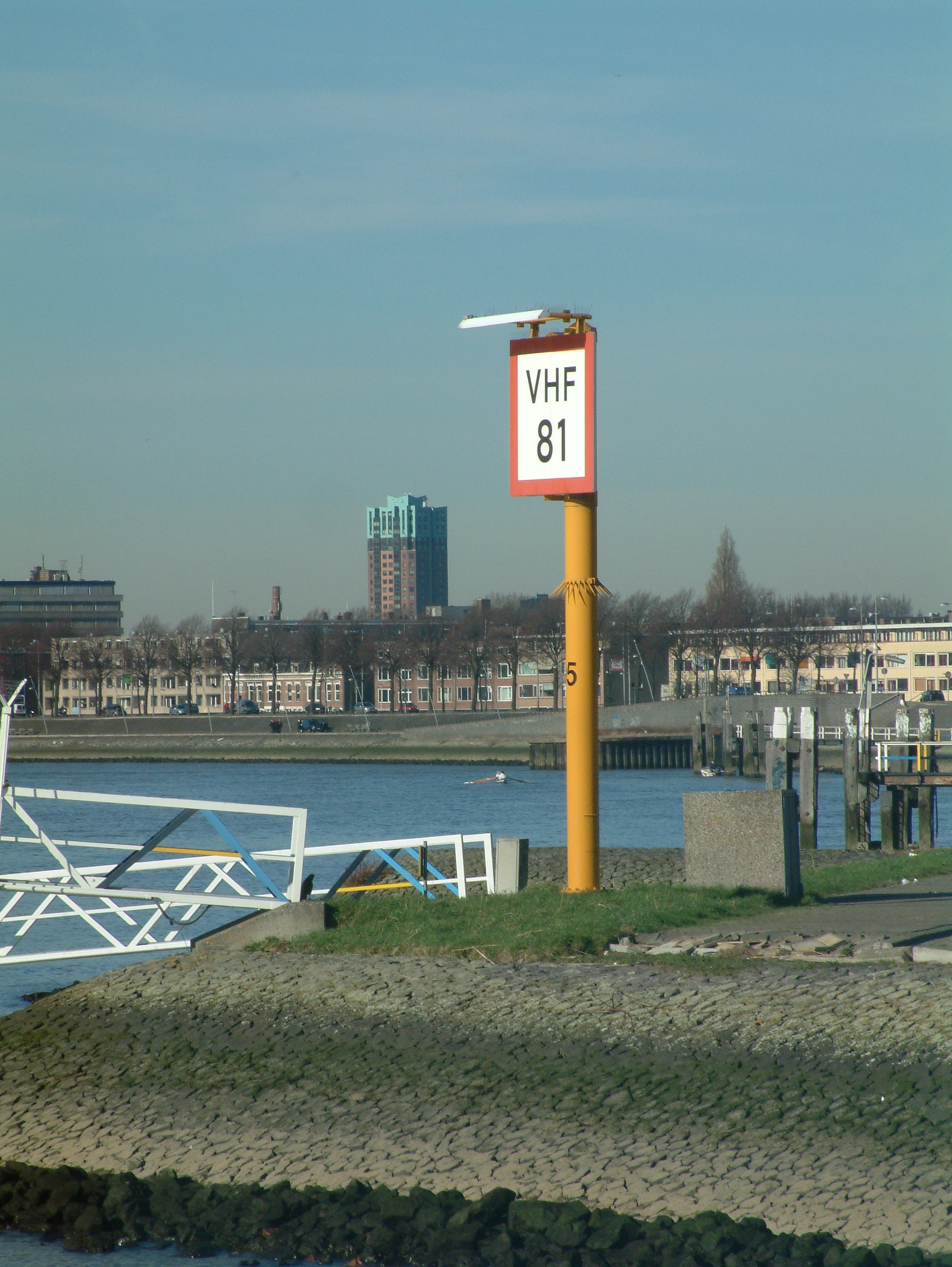
Bord met het blokkanaal aan de invaart van het blokgebied

Een blokkanaal is een kanaal in de VHF-marifoon-frequenties, dat in Nederland en België door de verkeersposten en schepen wordt gebruikt voor de uitwisseling van berichten die betrekking hebben op de veiligheid van de scheepvaart. Het geldt voor een bepaald gebied, het gedeelte (blok) van de vaarweg. Zo'n gebied wordt blokgebied genoemd. Binnen dit blok dient het kanaal ook te worden gebruikt voor het verkeer tussen schepen onderling, als het om nautische informatie gaat, bijvoorbeeld koersafspraken, het op- en voorbijlopen en over welke boeg kan worden gepasseerd.
Normaal gesproken staat de marifoon op binnenwateren op kanaal 10, maar in blokgebieden is het gebruik van een blokkanaal voorgeschreven. Het is daarom nuttig dat op bepaalde schepen en bepaalde wateren twee marifoons verplicht zijn, waarvan er dan een voor het blokkanaal wordt gebruikt.

## Blokkanalen op de Nederlandse vaarwegen
| Kanaal | van km | tot km | van vaarweg                     | Roepnaam                  |
| ------ | ------ | ------ | ------------------------------- | ------------------------- |
| 10     | 857,7  | 864,2  | Boven-Rijn                      |                           |
| 5      | 864,2  | 881,5  | Waal                            | Sector Millingen          |
| 4      | 881,5  | 890,5  | Waal                            | Sector Nijmegen           |
| 69     | 905    | 917    | Waal                            | Sector Tiel               |
| 68     | 921    | 931    | Waal                            | Sector St. Andries        |
| 79     | 972    | 976,2  | Beneden Merwede                 | Sector Dordt              |
| 79     | 976,2  | 978    | Noord                           | Sector Dordt              |
| 79     | 976,2  | 979    | Oude Maas                       | Sector Dordt              |
| 4      | 979    | 998,2  | Oude Maas                       | Sector Heerjansdam        |
| 62     | 998,2  | 1005   | Oude Maas                       | Sector Oude Maas          |
| 61     | 1005   | 1007   | Oude Maas                       | Sector Botlek             |
| 4      | 980    | 962,6  | Dordtsche Kil                   | Sector Heerjansdam        |
| 62     | 999    | 1005   | Oude Maas Hartelkanaal Botlek   | Sector Oude Maas          |
| 81     | 993    | 1003   | Nieuwe Maas                     | Sector Maasbruggen        |
| 60     | 1003   | 1007   | Nieuwe Maas                     | Sector Waalhaven          |
| 63     | 1007   | 1011   | Nieuwe Maas                     | Sector Eemhaven           |
| 61     | 1011   | 1017   | Nieuwe Waterweg                 | Sector Botlek             |
| 80     | 1017   | 1028   | Nieuwe Waterweg                 | Sector Maassluis          |
| 65     | 1028   | 1030   | Nieuwe Waterweg en Calandkanaal | Sector Rozenburg          |
| 66     |        |        | Beerkanaal                      | Sector Europoort          |
| 3      | 1030   |        | Nieuwe Waterweg                 | Sector Maas Entrance      |
| 10     | 867,4  | 871,8  | Pannerdensch Kanaal             | Sector Millingen          |
| 60     | 924,3  | 930    | Neder-Rijn                      | Sector Wijk bij Duurstede |
| 60     | 0,0    | 2,6    | Amsterdam-Rijnkanaal            | Sector Schellingwoude     |
| 61     | 28,6   | 35,7   | Amsterdam-Rijnkanaal            | Sector Maarssen           |
| 60     | 57,4   | 63,1   | Amsterdam-Rijnkanaal            | Sector Wijk bij Duurstede |
| 3      | 1      | 11,2   | Noordzeekanaal                  | Sector Noordzeekanaal     |
| 60     | 26,5   | 32,8   | Noordzeekanaal                  | Sector Schellingwoude     |

Op het IJssel- en Markermeer is kanaal 1 het kanaal van de Centrale Meldpost IJsselmeer. 
Dit is geen blokkanaal, want het is een duplex-kanaal (schepen horen elkaar niet), het is ook niet met borden of op de kaart als blokkanaal aangegeven. Wel staan er blauw-witte borden met een 1 bij de toegangen tot dit gebied. Dat betekent informatie-kanaal, geen blokkanaal.

## Blokkanalen op de Belgische vaarwegen
In België worden de blokkanalen voor vaste posten, zoals bruggen en sluizen gebruikt.

## Westerschelde
Voor de Westerschelde geldt een verdragsrechtelijke samenwerking in het Gemeenschappelijk Nautisch Beheer. De beroepsvaart heeft bij de marifoonblokindeling in het VTS-Scheldegebied een meldingsplicht en een bereikbaarheidsplicht, voor de recreatievaart is er alleen voor schepen die een marifoon aan boord hebben een bereikbaarheidsplicht. De voertaal is Nederlands of Engels.

## Blokkanalen op de Westerschelde
De regeling is ingegaan op 1 juli 2009 om 12.00 uur
| Van                    | tot                  | Verkeerskanaal | Roepnaam                 | Radarkanaal | Roepnaam                           |
| ---------------------- | -------------------- | -------------- | ------------------------ | ----------- | ---------------------------------- |
| Grens België-Frankrijk | Lijn Westende - Twin | 60             | Wandelaar approach       | 04          | Radar Zeebrugge                    |
| Lijn Westende - Twin   | Oost14 - VG6         | 65             | Traffic centre Wandelaar | 04          | Radar Zeebrugge                    |
| Oost14 - VG6           | W5 - Westpit         | 69             | Traffic centre Zeebrugge | 04          | Radar Zeebrugge                    |
| W5 - Westpit           | W5 - OG8             | 64             | Traffic center Steenbank | 64          | Traffic centre Steenbank           |
| W5 - OG8               | 15A - E2A            | 14             | Centrale Vlissingen      | 21          | Radar Vlissingen                   |
| 15A -E2A               | 35 - MG2             | 03             | Centrale Terneuzen       | 03          | Radar Terneuzen                    |
| 35 - MG2               | 55 - 46              | 65             | Centrale Hansweert       | 65          | Radar Hansweert                    |
| 55 - 46                | 65 - 60              | 12             | Centrale Zandvliet       | 19          | Radar Waarde                       |
| 65 - 60                | Zuid Saeftinge - 76  | 12             | Centrale Zandvliet       | 21          | Radar Saeftinge                    |
| Zuid Saeftinge - 76    | 93 - 84              | 12             | Centrale Zandvliet       | 04          | Radar Zandvliet                    |
| 93 - 84                | 100                  | 12             | Centrale Zandvliet       | 66          | Radar Kruisschans                  |
| Boven boei 100         | -                    | -              | -                        | -           | Alleen nog schip - schip kanaal 10 |